# Mark Zabel
Mark Zabel (Maagdenburg, 12 augustus 1973) is een Duits kanovaarder.
Zabel won tijdens de Olympische Zomerspelen 1996 de gouden medaille in de K-4 1000 meter. Zabel moest in 2000 en in 2004 genoegen nemen met olympisch zilver achter de Hongaren.
Zabel werd zesmaal wereldkampioen.

## Belangrijkste resultaten

### Olympische Zomerspelen
| Editie | Plaats  | Resultaten |
| ------ | ------- | ---------- |
| 1996   | Atlanta | K-4 1000m  |
| 2000   | Sydney  | K-4 1000m  |
| 2004   | Athene  | K-4 1000m  |

### Wereldkampioenschappen vlakwater
| Jaar | Plaats      | Resultaten                         |
| ---- | ----------- | ---------------------------------- |
| 1995 | Duisburg    | K-4 1000 m · K-4 500 m · K-4 200 m |
| 1997 | Dartmouth   | K-4 1000 m · K-4 500m · K-4 200 m  |
| 1998 | Szeged      | K-4 500 m · K-4 1000 m             |
| 1999 | Milaan      | K-4 500 m · K-4 1000m              |
| 2001 | Poznań      | K-4 1000 m                         |
| 2002 | Sevilla     | K-4 1000 m                         |
| 2003 | Gainesville | K-4 1000 m                         |

1964: Anatoli Grisjin & Vjatsjeslav Ionov & Vladimir Morozov & Nikolai Tsjoezjikov ·
1968: Steinar Amundsen & Tore Berger & Jan Johansen & Egil Søby ·
1972: Valeri Didenko & Joeri Filatov & Vladimir Morozov & Joeri Stetsenko ·
1976: Aleksandr Degtjarev & Joeri Filatov & Vladimir Morozov & Sergej Tsjoechrai ·
1980: Bernd Duvigneau & Rüdiger Helm & Harald Marg & Bernd Olbricht ·
1984: Grant Bramwell & Ian Ferguson & Paul MacDonald & Alan Thompson ·
1988: Attila Ábrahám & Ferenc Csipes & Zsolt Gyulay & Sándor Hódosi ·
1992: Mario von Appen & Oliver Kegel & Thomas Reineck & André Wohllebe ·
1996: Detlef Hofmann & Thomas Reineck & Olaf Winter & Mark Zabel ·
2000: Gábor Horváth & Zoltán Kammerer & Botond Storcz & Ákos Vereckei ·
2004: Gábor Horváth & Zoltán Kammerer & Botond Storcz & Ákos Vereckei ·
2008: Abalmasaw & Litvintsjoek & Machnew & Pjatroesjenka ·
2012: Jacob Clear & Dave Smith & Tate Smith & Murray Stewart ·
2016: Marcus Groß & Max Hoff & Tom Liebscher & Max Rendschmidt